# Mysterien (Roman)
Mysterien (norweg.: Mysterier) ist ein Roman von Knut Hamsun aus dem Jahre 1892. Die erste deutsche Übersetzung erschien 1894 im eigens zu diesem Zweck gegründeten Verlag Albert Langen.

## Inhalt
Der Roman schildert in einem Wechsel aus auktorialem Erzählen und der personalen Erzähltechnik des Bewusstseinsstroms die Ankunft eines sonderbaren Fremden in einer kleinen norwegischen Hafenstadt. Dieser Sonderling mit rätselhafter Vergangenheit, Johan Nilsen Nagel, trägt knallgelbe Anzüge und schickt sich selbst Telegramme, um als angeblicher Agronom seinen völlig unmotivierten Aufenthalt zu legitimieren und wichtig erscheinen zu lassen. Er kauft Leuten ihre vermeintlich wertvollen Möbelstücke zu überhöhten Summen ab. Nagel spricht voller Hingabe über Literatur und philosophische Themen und ist ein charmanter Unterhalter. Er setzt sich über alle Regeln des Kleinstadtlebens hinweg, was in einem charismatischen Geigenspiel auf einem Fest gipfelt, das virtuos aber schief zugleich ist und dennoch alle Aufmerksamkeit auf sich zieht. Er ist in seiner inneren Widersprüchlichkeit ein „Ausländer des Daseins“, wie er sich selbst nennt.
Er verliebt sich erst in die schöne Pfarrerstochter Dagny Kielland, die ihn befremdet ablehnt. Nach dieser Erfahrung nähert er sich kurzentschlossen der nicht mehr jungen Frau Martha Gude, die ihn allerdings ebenfalls nach anfänglichen Sympathien verschmäht. Gleichzeitig macht er sich mit Minute, einem alten und verspotteten Mann, vertraut und weiht ihn ein, dass er einen Mord aufzuklären gedenkt, der kurz vor seiner Ankunft geschehen war. Eine mysteriöse Frauenerscheinung treibt ihn schließlich zum Selbstmord im Meer, nachdem ein erster Suizidversuch noch von Minute vereitelt werden konnte. Das Leben in dem verschlafenen Küstenstädtchen kann seinen gewohnten Lauf wieder aufnehmen.

## Charaktere
- Johan Nilsen Nagel (Simonsen): Hauptfigur, angeblich Agronom, inspiriert von der Gestalt des norwegischen Landschaftsmalers Johan Nielssen[1]
- Fräulein Dagny Kielland: Tochter des Pfarrers, Verlobte eines Leutnants der Marine
- Fräulein Martha Gude: arme, ältere Jungfer
- Minute (Johannes Grögaard): Kohlenausträger
- Kamma: eine Dänin, mutmaßlich frühere Bekannte Nagels
- Sara: das Zimmermädchen
- Bevollmächtigter Reinert: jüngerer juristischer Beamter
- Doktor Sternersen: praktizierender Arzt
- Frau Stenersen
- der junge Student Öien
- Rechtsanwalt Hansen
- der Adjunkt
- Fräulein Andresen
- der Wirt des Hotels[2]

## Varia
In Redakteur Lynge, dem Roman, den Hamsun nach Mysterien veröffentlichte, taucht die Figur Dagny Hansen, geb. Kielland wieder auf. Auch wird Johan Nilsen Nagel, seine Verbindung zu Dagny Kielland und sein Selbstmord, mit dem Mysterien endet, thematisiert. Des Weiteren finden in Redakteur Lynge der Student Öien und Fräulein Martha Gude Erwähnung. Öien ist dort Schriftsteller, der von Redakteur Lynge entdeckt wurde, Martha Gude wohnt („wie eine Schwester, ein Kamerad“) bei Dagny Hansen.
Die Figur des Schriftstellers Öien ist wiederum einer der Protagonisten des Romans Neue Erde, der nach Redakteur Lynge erschien.

## Interpretation
Schon der Titel des Romans deutet an, dass die wahren Beweggründe der Handlung verborgen sind. Vielfältig ist daher auch seine Interpretation. Einigkeit besteht darin, dass Hamsun der Figur des Nagel in hohem Maße Züge seiner eigenen Persönlichkeit gegeben hat, was auch von Hamsuns Sohn Tore bestätigt wurde. Die Mysterien sind nach dieser Deutung letztlich die der eigenen Psyche, mit der sich der Autor auseinandersetzt. Das Gefühl der Fremdheit in seiner Umgebung, der schwer zu entkommen war, hatte er selbst unter anderem in Oslo und in Amerika erlebt.
Außerdem brachte Hamsun in dem Roman seine Ansichten über die Werke seiner Vorgänger Ibsen, Hugo, Tolstoi und Maupassant unter, denen er wirklichkeitsfremde Darstellungen der Psyche vorwarf, während er Dostojewski und dessen Roman Schuld und Sühne als Vorbild benutzte. In einer Rede erweist sich Nagel auch als Anhänger von Nietzsches Idee vom Herrenmenschen.

## Ausgaben
- Knut Hamsun: Mysterien, Übersetzt von Siegfried Weibel ISBN 3-423-11157-7

## Rezensionen
- Willi Winkler: „Ausländer des Daseins läuft Amok.“[5]
- Roger Willemsen: „‚Mysterien‘ von Knut Hamsun ist mein Lieblingsbuch.“[6][7]
- Matthias Hannemann: „Ein Roman voller Wirrungen.“[8]

## Verfilmung
Im Jahre 1978 erschien eine Verfilmung unter der Regie von Paul de Lussanet, der auch das Drehbuch schrieb. Rutger Hauer war in der Rolle des Johan Nagel zu sehen, des Weiteren spielten Sylvia Kristel, David Rappaport und Rita Tushingham.

## Theater
Im September und Oktober 2014 war "Mysterien" als Schauspiel in der "Box" des Schauspiels Frankfurt unter der Regie von Hans Block zu sehen.